# Naldo
Cet article concerne le footballeur né en 1982. Pour le footballeur né en 1988, voir Naldo (football, 1988).
Pour les articles homonymes, voir Rodrigues (homonymie).
Ronaldo Aparacido Rodrigues dit Naldo, né le 10 septembre 1982 à Londrina, est un footballeur international brésilien qui évolue au poste de défenseur central.

## Carrière

### En club
Il est recruté au Werder Brême en 2005 pour remplacer Valérien Ismaël, parti au Bayern de Munich. Lors de sa première saison, il arrive à s'imposer au club, disputant 32 rencontres de Bundesliga. Avec Per Mertesacker, il donne de la hauteur à la défense brêmoise, qui devient l'une des meilleures du championnat. La saison suivante, il dispute le même nombre de matchs en Allemagne, et participe pour la première fois à une Coupe d'Europe. En effet, il prend part à six matchs de Ligue des champions et huit de Coupe UEFA, durant laquelle le Werder échoue en demi-finale. Il réussit même à inscrire un hat-trick lors de la victoire de son équipe face à Francfort.
En 2008-2009, il continue ses bonnes performances, et ne manque aucun match jusqu'à la mi-saison, que ce soit en championnat ou en Ligue des champions. Le Werder termine troisième de son groupe derrière le Panathinaikos et l'Inter et atteint la finale de la Coupe UEFA face au Chakhtar Donetsk lors de laquelle Naldo égalise pour son équipe. Jádson donne la victoire aux Ukrainiens en prolongation.
En juillet 2012, après sept saisons au Werder, Naldo signe à Wolfsburg.
En 2016, il rejoint le club de Schalke 04.
Lors de la saison 2018-2019, il perd sa place de titulaire en défense centrale. Lors du mercato d'hiver, le 3 janvier 2019, il s'engage avec l'AS Monaco. Il devient le premier joueur de l'histoire de la Ligue 1 à prendre deux cartons rouges lors de ses trois premiers matchs. En janvier 2020, le club annonce son départ après seulement 9 matchs disputés.

### En sélection
Naldo fait ses débuts avec le Brésil le 1er juin 2007, lors du match face à l'Angleterre à Wembley (match nul 1-1). Il remporte la Copa América 2007.

## Statistiques
| Saison                | Club                  | Championnat           | Championnat | Championnat | Coupe nationale | Coupe nationale | Coupe de la Ligue | Coupe de la Ligue | Supercoupe | Supercoupe | Compétition(s) continentale(s) | Compétition(s) continentale(s) | Compétition(s) continentale(s) | Brésil | Brésil | Total | Total |
| Saison                | Club                  | Division              | M.          | B.          | M.              | B.              | M.                | B.                | M.         | B.         | Comp.                          | M.                             | B.                             | M.     | B.     | M.    | B.    |
| 2004                  | EC Juventude          | D1                    | 26          | 3           | -               | -               | -                 | -                 | -          | -          | -                              | -                              | -                              | -      | -      | 26    | 3     |
| 2005                  | EC Juventude          | D1                    | 9           | 5           | -               | -               | -                 | -                 | -          | -          | -                              | -                              | -                              | -      | -      | 9     | 5     |
| Sous-total            | Sous-total            | Sous-total            | 35          | 8           | -               | -               | -                 | -                 | -          | -          | -                              | -                              | -                              | -      | -      | 35    | 8     |
| 2005-2006             | Werder Brême          | Bundesliga            | 32          | 2           | 4               | 1               | -                 | -                 | -          | -          | C1                             | 9                              | 0                              | -      | -      | 45    | 3     |
| 2006-2007             | Werder Brême          | Bundesliga            | 32          | 6           | 1               | 0               | 2                 | 0                 | -          | -          | C1+C3                          | 6+8                            | 1+1                            | 3      | 0      | 52    | 8     |
| 2007-2008             | Werder Brême          | Bundesliga            | 32          | 3           | 3               | 0               | -                 | -                 | -          | -          | C1+C3                          | 8+4                            | 0+1                            | 1      | 0      | 48    | 4     |
| 2008-2009             | Werder Brême          | Bundesliga            | 28          | 3           | 5               | 0               | -                 | -                 | -          | -          | C1+C3                          | 5+9                            | 0+2                            | -      | -      | 47    | 5     |
| 2009-2010             | Werder Brême          | Bundesliga            | 31          | 5           | 7               | 3               | -                 | -                 | -          | -          | C3                             | 11                             | 5                              | -      | -      | 49    | 13    |
| 2010-2011             | Werder Brême          | Bundesliga            | -           | -           | -               | -               | -                 | -                 | -          | -          | C1                             | -                              | -                              | -      | -      | 0     | 0     |
| 2011-2012             | Werder Brême          | Bundesliga            | 18          | 3           | -               | -               | -                 | -                 | -          | -          | -                              | -                              | -                              | -      | -      | 18    | 3     |
| Sous-total            | Sous-total            | Sous-total            | 173         | 22          | 20              | 4               | 2                 | 0                 | -          | -          | -                              | 60                             | 10                             | 4      | 0      | 259   | 36    |
| 2012-2013             | VfL Wolfsburg         | Bundesliga            | 31          | 6           | 5               | 0               | -                 | -                 | -          | -          | -                              | -                              | -                              | -      | -      | 36    | 6     |
| 2013-2014             | VfL Wolfsburg         | Bundesliga            | 33          | 3           | 5               | 1               | -                 | -                 | -          | -          | -                              | -                              | -                              | -      | -      | 38    | 4     |
| 2014-2015             | VfL Wolfsburg         | Bundesliga            | 32          | 7           | 6               | 0               | -                 | -                 | -          | -          | C3                             | 11                             | 1                              | -      | -      | 49    | 8     |
| 2015-2016             | VfL Wolfsburg         | Bundesliga            | 29          | 0           | 2               | 0               | -                 | -                 | 1          | 0          | C1                             | 8                              | 2                              | -      | -      | 40    | 2     |
| Sous-total            | Sous-total            | Sous-total            | 125         | 16          | 18              | 1               | -                 | -                 | 1          | 0          | -                              | 19                             | 3                              | -      | -      | 163   | 20    |
| 2016-2017             | FC Schalke 04         | Bundesliga            | 19          | 1           | 3               | 1               | -                 | -                 | -          | -          | C3                             | 7                              | 0                              | -      | -      | 29    | 2     |
| 2017-2018             | FC Schalke 04         | Bundesliga            | 34          | 7           | 4               | 0               | -                 | -                 | -          | -          | -                              | -                              | -                              | -      | -      | 38    | 7     |
| 2018-2019             | FC Schalke 04         | Bundesliga            | 7           | 0           | 2               | 0               | -                 | -                 | -          | -          | C1                             | 4                              | 0                              | -      | -      | 13    | 0     |
| Sous-total            | Sous-total            | Sous-total            | 60          | 8           | 9               | 1               | -                 | -                 | -          | -          | -                              | 11                             | 0                              | -      | -      | 80    | 9     |
| 2018-2019             | AS Monaco             | Ligue 1               | 7           | 0           | 1               | 0               | 1                 | 0                 | -          | -          | -                              | -                              | -                              | -      | -      | 9     | 0     |
| 2019-2020             | AS Monaco             | Ligue 1               | -           | -           | -               | -               | -                 | -                 | -          | -          | -                              | -                              | -                              | -      | -      | 0     | 0     |
| Sous-total            | Sous-total            | Sous-total            | 7           | 0           | 1               | 0               | 1                 | 0                 | -          | -          | -                              | -                              | -                              | -      | -      | 9     | 0     |
| Total sur la carrière | Total sur la carrière | Total sur la carrière | 400         | 51          | 48              | 6               | 3                 | 0                 | 1          | 0          | -                              | 90                             | 13                             | 4      | 0      | 546   | 70    |

### Liste des matchs internationaux
| Matchs internationaux de Naldo | Matchs internationaux de Naldo | Matchs internationaux de Naldo                             | Matchs internationaux de Naldo | Matchs internationaux de Naldo | Matchs internationaux de Naldo | Matchs internationaux de Naldo                          |
|                                | Date                           | Lieu                                                       | Adversaire                     | Résultat                       | Compétition                    | Notes                                                   |
| ------------------------------ | ------------------------------ | ---------------------------------------------------------- | ------------------------------ | ------------------------------ | ------------------------------ | ------------------------------------------------------- |
| 1.                             | 1er juin 2007                  | Stade de Wembley, Londres, Angleterre                      | Angleterre                     | 1 - 1                          | Match amical                   | Titulaire.                                              |
| 2.                             | 5 juin 2007                    | Signal Iduna Park, Dortmund, Allemagne                     | Turquie                        | 0 - 0                          | Match amical                   | Titulaire.                                              |
| 3.                             | 7 juillet 2007                 | Estadio José Antonio Anzoátegui, Puerto La Cruz, Venezuela | Chili                          | 6 - 1                          | Copa America 2007              | Entre en jeu à la place de Juan à la 73e minute de jeu. |
| 4.                             | 22 août 2007                   | Stade de la Mosson, Montpellier, France                    | Algérie                        | 2 - 0                          | Match amical                   | Titulaire.                                              |

## Palmarès

### En club
|  |  | Werder Brême - Championnat d'Allemagne - Vice-champion : 2006 et 2008 - Coupe de la Ligue - Vainqueur : 2006 - Coupe d'Allemagne - Vainqueur : 2009 - Finaliste : 2010 - Coupe UEFA - Finaliste : 2009 |  | VfL Wolfsburg - Championnat d'Allemagne - Vice-champion : 2015 - Coupe d'Allemagne - Vainqueur : 2015 - Supercoupe d'Allemagne - Vainqueur : 2015 |  |  | Schalke 04 - Championnat d'Allemagne - Vice-champion : 2018 |

### En sélection
|  |  | Brésil - Copa América : - Vainqueur : 2007 |

## Autres
Naldo est citoyen brésilien et allemand.

## Citation
Thomas Schaaf : « C'est probablement le plus talentueux des défenseurs brésiliens. »